# El Castillico (Senés)
El Castillico se encuentra en la localidad de Senés, provincia de Almería (Andalucía, España).

## Descripción
Restos de un castillo medieval situado en un erial sobre un cerro. Se trata de un recinto amurallado de grandes dimensiones.
Presenta diez torres, con unos 3400 m² de superficie y su entrada está flanqueada por dos antemuros superpuestos típicos del periodo.
Está construido con pizarra y mortero. Las laderas han sufrido un abancalamiento total.

## Historia
De un periodo algo avanzado, se encuentran algunas fortalezas de Los Filabres, levantadas por iniciativa piadosa de Abu Ishaq ibn al-Hayy de Velefique, que invirtió sus propios bienes en la construcción de castillos, mezquitas y aljibes.
Es posible distinguir algunos rasgos comunes en las fortalezas de Castro, Senés, Velefique y Chercos, a pesar de sus evidentes diferencias en tamaño. Todas ellas están levantadas en mampostería de lajas de esquisto, con pequeños recintos interiores. Los torreones son numerosos en los flancos más expuestos, siempre macizos y de pequeño tamaño (de 3,5 a 4 por 5 de media). Esta peculiaridad y la generalización de la entrada en recodo simple con corredor son característicos de la época.